# 로잔 언약문서
로잔 언약문서( Lausanne Covenant )는 1974년 7월에 발표된 종교 선언문으로, 전 세계적으로 활발한 기독교 복음 전도를 장려한다.  현대 복음주의에서 가장 영향력 있는 문서 중 하나인 이 문서는 스위스 로잔에서 열린 제1차 세계복음화국제대회에서 작성되었으며, 2,300명의 복음주의자들이 참석한 가운데 채택되었다.

## 역사
1974년 7월, 로잔 컨퍼런스는 150개국 이상에서 온 약 2,700명의 기독교 종교 지도자들이 모였고, 미국 복음 전도자 빌리 그레이엄이 이끄는 위원회에 의해 소집되었다.  15개 조항으로 구성된 문서의 초안 작성 위원회는 영국의 존 스토트(John Stott)가 의장을 맡았다.  언약에 서명하는 것 외에도, 이 컨퍼런스는 또한 세계 복음화를 위한 로잔 위원회(Lausanne Committee for World Evangelization)를 설립했다. 이 언약은 에큐메니칼신앙 고백의 형태로 되어 있으며, 서명자들은 예수복음을 전파하지 못한 것에 대한 부끄러움을 표명한다.  이 언약은 니케아 신조의 신념을 구체적으로 확언한다. 서명자들은 전 세계에 기독교를 전파하는 데 더욱 헌신하겠다는 의지를 표명한다.